# Distretto di Qieding
Il distretto di Qieding (茄萣區S, Qiédìng QūP) è un distretto della municipalità di Kaohsiung, situata a Taiwan.